# براین اولیری
براین اولیری (به انگلیسی: Brian O'Leary) فضانورد اهل ایالات متحده آمریکا است که در ۲۷ ژانویه ۱۹۴۰ میلادی در بوستون زاده شد.